# 中埜銀行
中埜銀行（なかのぎんこう）は、かつて愛知県半田市に存在した日本の銀行である。
ミツカン創業家の5代目中埜又左衛門が1901年（明治34年）に資本金20万円で合名会社中埜銀行を設立。1917年（大正4年）には、株式会社中埜銀行が設立され、合名会社中埜銀行の業務を継承。1924年（大正13年）には、鈴木禎次による設計の本店が開業した。1928年（昭和3年）に、株式会社中埜貯蓄銀行を合併した。
1938年（昭和13年）12月5日には、当時の大蔵省が推進した一県一行主義により伊藤銀行に営業譲渡。銀行を廃業した中埜銀行はその後中埜商事株式会社と名前を変えたが、1948年（昭和23年）9月1日をもって解散している。
なお、旧中埜銀行本店（現・ミツカングループ本社中央研究所）は1925年（大正14年）に竣工したもので鈴木禎次の設計によるものである。